# پایگاه هواییبوردو–مریگناک
پایگاه هواییبوردو–مریگناک (به انگلیسی: Bordeaux-Mérignac Air Base) یک فرودگاه نظامی با کد یاتا BOD است که یک باند فرود بتن دارد و طول باند آن ۳۰۱۷ متر است. این فرودگاه در کشور فرانسه قرار دارد و در ارتفاع ۵۰ متری از سطح دریا واقع شده‌است.